# Alteckendorf
Alteckendorf település Franciaországban, Bas-Rhin megyében. Lakosainak száma 858 fő (2022. január 1.). Alteckendorf Ettendorf, Bossendorf, Grassendorf, Huttendorf, Lixhausen, Minversheim és Schwindratzheim községekkel határos.

## Népesség
A település népességének változása:
| Lakosok száma | 861  | 900  | 904  | 868  | 852  | 850  | 851  | 858  | 858  |
|               | 2013 | 2015 | 2016 | 2017 | 2018 | 2019 | 2020 | 2021 | 2022 |